# Roche-à-Bateau
Roche-à-Bateau este o comună din arondismentul Les Côteaux, departamentul Sud, Haiti, cu o suprafață de 46,24 km2 și o populație de 16.727 locuitori (2009).